# Txomin Perurena
Domingo Perurena Telletxea (Oyarzun, Guipúzcoa, 15 de diciembre de 1943-8 de junio de 2023), conocido como Txomin Perurena, fue un ciclista español, profesional entre los años 1963 y 1979, durante los cuales logró 158 victorias, siendo así uno de los ciclistas españoles más laureados de la historia.
Era un ciclista todoterreno, con buena punta de velocidad y buenas cualidades en la montaña. Logró 12 victorias de etapa en la Vuelta a España y la clasificación por puntos en los años 1972 y 1974, además de vestir el maillot amarillo de líder durante 31 días, siendo así el ciclista que ha vestido más días el maillot de líder sin haber conseguido ganar la Vuelta a España. Su mejor resultado lo logró en 1975, cuando terminó segundo perdiendo el liderato en la última etapa, disputada además en las calles de San Sebastián. Fue también 4.º en 1977, 5.º en 1974 y 6.º en 1972. En el Giro de Italia, logró dos triunfos de etapa. En el Tour de Francia, su mejor resultado en la clasificación lo logró en el año de su debut, en 1966, al terminar 18.º. En 1974, logró alzarse con la victoria en la clasificación de la montaña.
Fue dos veces campeón de España en ruta, en 1973 y 1975, 2.º en 1972 y 3.º en 1971. Fue también campeón del Campeonato de España de montaña y subcampeón en 1971, 1973 y 1974. En 1977, terminó 5.º en el Campeonato del Mundo.
Tras retirarse del ciclismo profesional, Perurena se convirtió en director deportivo, pasando por los equipos Teka, Orbea, Artiach y Euskadi, ganando dos Vueltas a España, una con Marino Lejarreta en el equipo Teka y otra con Pedro Delgado en el equipo Orbea.

## Palmarés
| 1965 - Vuelta a Cantabria - 1 etapa del Tour del Porvenir - Prueba de Legazpi 1966 - 1 etapa de la Vuelta a España y la clasificación de las metas volantes de - 1 etapa del Gran Premio de la Bicicleta Eibarresa - Subida al Naranco 1967 - 1 etapa de la Vuelta a España - 1 etapa del Gran Premio de la Bicicleta Eibarresa - 2 etapas de la Vuelta al Levante - Semana Catalana 1968 - 1 etapa de la Vuelta a España - Barcelona-Andorra - 1 etapa de la Vuelta a La Rioja - 1 etapa de la Volta a Cataluña - 1 etapa del Gran Premio de la Bicicleta Eibarresa - 1 etapa de la Semana Catalana - G.P. Pascuas 1969 - 1 etapa de la Vuelta a España - 1 etapa de la Volta a Cataluña - 2 etapas de la Vuelta a La Rioja - 1 etapa de la Vuelta al País Vasco - 1 etapa de la Vuelta al Levante - G.P. Llodio - Clásica de Sabiñánigo - G.P. Pascuas 1970 - G.P. Llodio - Trofeo Elola - 1 etapa de la Vuelta al País Vasco - 1 etapa de la Vuelta al Levante - 1 etapa de la Vuelta a La Rioja - 1 etapa del Tour de l'Oise - Campeón de España por Regiones 1971 - 1 etapa del Giro de Italia - 2 etapas de la Volta a Cataluña - 4 etapas de la Vuelta a Cantabria - 1 etapa de la Vuelta al Levante - G.P. Primavera - Clásica de Ordizia - Trofeo Masferrer - G.P. Pascuas - GP Vizcaya - 2.º en el Campeonato de España de Montaña - 3.º en el Campeonato de España en Ruta - Campeón de España por Regiones 1972 - 2 etapas de la Vuelta a España, más clasificación por puntos - 2 etapas en la Vuelta a Andalucía - 2 etapas de la Vuelta al País Vasco - 3 etapas de la Vuelta a Asturias - 3 etapas de la Volta a Cataluña - 3 etapas de la Vuelta a Cantabria - Vuelta al Levante, más 1 etapa - 1 etapa de la Vuelta a los Valles Mineros - G.P. Llodio - Tres Días de Leganés - Clásica de Ordizia - GP Vizcaya - 2.º en el Campeonato de España en ruta - Campeón de España por Regiones | 1973 - 1 etapa de la Vuelta a España - Campeonato de España en Ruta - Volta a Cataluña , más 2 etapas - 2 etapas de la Vuelta al País Vasco - 1 etapa de la Vuelta al Levante - 1 etapa de la Vuelta a Cantabria - Trofeo Elola - 2.º en el Campeonato de España de Montaña - 1 etapa de la Vuelta a Suiza - Gran Premio Navarra - Torrejón - Dyc - Gran Premio Nuestra Señora de Oro 1974 - Clasificación de la montaña del Tour de Francia - 2 etapas de la Vuelta a España, más clasificación por puntos - 4 etapas de la Vuelta al País Vasco - 2 etapas de la Volta a Cataluña - 1 etapa de la Vuelta a Aragón - 1 etapa del Clásico Polímeros Colombianos-POC - 1 etapa del Dauphiné Libéré - 2.º en el Campeonato de España de Montaña - 1 etapa de la Vuelta a Asturias - Trofeo Masferrer - G.P. Pascuas - Campeón de España por Regiones 1975 - 2.º de la Vuelta a España - 1 etapa del Giro de Italia, más 1 etapa - 1 etapa de la Vuelta al País Vasco - 1 etapa de la Vuelta al Levante - 1 etapa de la Semana Catalana - 2 etapas de la Vuelta a Cantabria - Campeonato de España en Ruta - Campeonato de España de Montaña - 2 etapas en la Vuelta a Andalucía - Clásica de Sabiñánigo - 3 etapas de la Volta a Cataluña - Trofeo Masferrer - GP Vizcaya - Campeón de España por Regiones 1976 - 2 etapas de la Vuelta a Asturias - 1 etapa de la Vuelta a Cantabria - 1 etapa de la Vuelta al Levante - 1 etapa de la Vuelta al País Vasco - Clásica de Ordizia - Trofeo Elola - Tres Días de Leganés - G.P. Pascuas - Campeón de España por Regiones 1977 - 1 etapa de la Vuelta al Levante - Trofeo Luis Puig 1978 - 2 etapas de la Vuelta a España - G.P. Primavera - G.P. Pascuas |

## Resultados en Grandes Vueltas y Campeonatos del Mundo
Durante su carrera deportiva ha conseguido los siguientes puestos en las Grandes Vueltas y en los Campeonatos del Mundo en carretera:
| Carrera         | 1966 | 1967 | 1968 | 1969 | 1970 | 1971 | 1972 | 1973 | 1974 | 1975 | 1976 | 1977 | 1978 | 1979 |
| --------------- | ---- | ---- | ---- | ---- | ---- | ---- | ---- | ---- | ---- | ---- | ---- | ---- | ---- | ---- |
| Giro de Italia  | -    | -    | -    | -    | -    | 34.º | Ab.  | 37.º | -    | 41.º | -    | 52.º | -    |      |
| Tour de Francia | 18.º | -    | -    | 38.º | 90.º | -    | -    | -    | 44.º | -    | 71.º | -    | -    |      |
| Vuelta a España | 12.º | Ab.  | 24.º | 23.º | Ab.  | 16.º | 6.º  | 44.º | 5.º  | 2.º  | 17.º | 4.º  | 22.º | Ab.  |
| Mundial en Ruta | -    | -    | -    | -    | -    | 25.º | 14.º | -    | 8.º  | 24.º | 13.º | 5.º  | -    |      |

-: no participa

Ab.: abandono